# Deutsche Fährgesellschaft Ostsee
Die Deutsche Fährgesellschaft Ostsee war eine staatliche deutsche Reederei, die von 1993 bis 1998 Eisenbahnfährlinien von Deutschland nach Dänemark und Schweden auf der Ostsee betrieb.

## Geschichte
Am Anfang des 20. Jahrhunderts wurden auf der Ostsee Eisenbahnfährlinien von Deutschland nach Dänemark und Schweden eingerichtet. Bereits seit 1903 bestand die Eisenbahnfährverbindung zwischen Rostock-Warnemünde und dem dänischen Gedser. Ab 1909 gab es die Königslinie zwischen Sassnitz auf der Insel Rügen und dem südschwedischen Trelleborg. Ab 1920 wurden beide Linien auf deutscher Seite durch die Deutsche Reichsbahn und ab 1945 durch die Deutsche Reichsbahn in der SBZ bzw. der DDR (DR) betrieben. Die Deutsche Bundesbahn (DB) etablierte 1963 mit der Vogelfluglinie eine weitere Eisenbahnfährverbindung zwischen Puttgarden auf der Insel Fehmarn und dem dänischen Rødby. Alle transportierten neben Personen- und Güterzügen zunehmend auch PKW und LKW. Ab 1978 betrieb die DR eine Saison-Fährlinie von Sassnitz nach Rønne auf der dänischen Insel Bornholm, dabei wurden jedoch keine Eisenbahnen transportiert.
Nach der deutschen Wiedervereinigung legten die Deutsche Reichsbahn und die Deutsche Bundesbahn ihr Fährgeschäft zusammen und gründeten am 1. April 1993 dazu die Deutsche Fährgesellschaft Ostsee (DFO). Der ursprünglich geplante Name Deutsche Ostsee-Fährgesellschaft wurde wegen der ungünstigen Abkürzung verworfen. Damit betrieb die DFO die genannten Fährlinien jeweils zusammen mit den Dänischen Staatsbahnen (DSB) bzw. der SweFerry, dem Fährbetrieb der Schwedischen Staatsbahnen, die beide ihrerseits die Linien mit eigenen Schiffen bedienten. Die DFO behielt alle sieben im Einsatz befindlichen Fährschiffe von DR und DB.
Mit der Fusion von DR und DB zur Deutschen Bahn AG am 1. Januar 1994 wurde diese neuer Eigentümer der DFO. Am 27. Juni 1994 nahm die DFO zusammen mit der SweFerry eine neue Eisenbahnfährlinie zwischen Rostock und Trelleborg in Betrieb. Dazu waren im Rostocker Überseehafen ein neues Fährterminal gebaut und die Königslinie-Fähre Rostock umgebaut worden. Die neue Strecke wurde zusammen mit der Königslinie unter dem Namen HANSA FERRY vermarktet.
Am 24. September 1995 bediente die DFO die Strecke Warnemünde–Gedser zum letzten Mal. Die Linie wurde eingestellt, die Fähre Warnemünde in Warnemünde aufgelegt und im Januar 1996 an eine italienische Reederei verkauft. Die DFO versuchte ein Fährschiff anzukaufen, um die neue Fährverbindung Rostock–Gedser gemeinsam mit der DSB zu betreiben, war jedoch nicht erfolgreich. Ab dem 16. Dezember 1996 kam auf der Strecke Rostock–Trelleborg die neugebaute Eisenbahnfähre Mecklenburg-Vorpommern zum Einsatz. Sie war das größte deutsche Eisenbahnfährschiff.
Zusammen mit den dänischen Partnern investierte die DFO in die Modernisierung der Verbindung Puttgarden–Rødby. Dazu wurden die Hafenanlagen umgebaut und im Jahr 1997 die neuen Doppelendfähren Deutschland und Schleswig-Holstein in Dienst gestellt. Der Eisenbahn-Güterverkehr wurde dabei eingestellt, aber es wurden weiterhin Dieseltriebzüge (ICE-TD, DSB MF) trajektiert. Die Fährschiffe Deutschland, Karl Carstens und Theodor Heuss wurden ausgemustert.
Im Januar 1998 verlegte die DFO den Ausgangspunkt der Königslinie vom Sassnitzer Stadthafen in den nahegelegenen Hafen Mukran, der nun unter dem Namen Fährhafen Sassnitz firmierte. Die Fährlinie Sassnitz–Rønne wurde ab April 1998 auf den schwedischen Hafen Ystad erweitert und im Dreieck bedient.
Im Sommer 1998 fusionierte die DFO mit der Partnerreederei Scandlines Danmark A/S, die 1995 aus den Dänischen Staatsbahnen ausgelagert worden war, zur Scandlines AG. Eigentümer blieben damals die Deutsche Bahn AG sowie das Königreich Dänemark, vertreten durch das Verkehrsministerium. Der ursprüngliche Plan, auch die SweFerry in das neue Unternehmen zu integrieren, konnte nicht realisiert werden.

## Fährlinien
- Puttgarden –  Rødby („Vogelfluglinie“), 10 Seemeilen (19 km)
- Rostock-Warnemünde –  Gedser (bis 1995), 24 Seemeilen (45 km)
- Rostock –  Trelleborg (ab 1994), 81 Seemeilen (150 km)
- Sassnitz –  Trelleborg („Königslinie“), 59/62 Seemeilen (110/115 km)
- Sassnitz –  Rønne (–   Ystad) (Saisonbetrieb, kein Eisenbahntransport), 52 Seemeilen (97 km)

## Fährschiffe
Die folgende Auflistung zeigt die Fährschiffe und den Einsatzzeitraum bei DFO, die IMO-Nummer und die hauptsächliche Einsatzlinie. Alle Schiffe fuhren unter deutscher Flagge.
- Theodor Heuss (1993–1997, IMO-Nr. 5358373, Vogelfluglinie)
- Deutschland (1993–1997, IMO-Nr. 7129922, Vogelfluglinie)
- Karl Carstens (1993–1997, IMO-Nr. 8420115, Vogelfluglinie)
- Warnemünde (1993–1995. IMO-Nr. 5423001, Warnemünde–Gedser)
- Sassnitz (1993–1998, IMO-Nr. 8705383, Königslinie)
- Rostock (1993–1998, IMO-Nr. 7527887, Rostock–Trelleborg)
- Rügen (1993–1998, IMO-Nr. 7111664, Sassnitz–Rønne–Ystad)
- Mecklenburg-Vorpommern (1996–1998, IMO-Nr. 9131797, Rostock–Trelleborg)
- Deutschland (1997–1998, IMO-Nr. 9151541, Vogelfluglinie)
- Schleswig-Holstein (1997–1998, IMO-Nr. 9151539, Vogelfluglinie)